# Hilde Rom
Hilde Rom (bürgerlich Hilda Erperstorfer) (* 3. Jänner 1928 in Wien; † 12. Oktober 2019 in Wien) war eine österreichische Schauspielerin.
Bekannt wurde Hilde Rom als Ensemblemitglied der Löwinger-Bühne, früher spielte sie aber auch klassische Theaterrollen sowie in zahlreichen Filmen mit. Die Bühnenstücke der Löwinger-Bühne wurden als Produktionen des ORF und ZDF im Fernsehen gezeigt.
Von 1952 bis zu dessen Tod 2009 war Hilde Rom mit dem Schauspielkollegen Josef Hendrichs verheiratet. Hilde Rom wurde am 30. Oktober 2019 auf dem Sieveringer Friedhof (Abteilung 2, Gruppe 13, Grab 96) im Grab ihres Ehemannes beerdigt.

## Filmografie
- 1952: Wienerinnen
- 1953: Fiakermilli – Liebling von Wien (Die Fiakermilli)
- 1955: Um Thron und Liebe
- 1956: Fuhrmann Henschel
- 1958: Hallo Taxi
- 1958: Heiratskandidaten
- 1961: Auf den Straßen einer Stadt
- 1962: Vor Jungfrauen wird gewarnt
- 1966: Alle Trümpfe in der Hand
- 1966: Der Fall Auer/Ranneth – Unschuldig hinter Gittern
- 1966: Pater Brown – Der Mann mit dem Zylinder
- 1967: Angelika schafft Ordnung
- 1968: Frau Suitner
- 1972: Briefe von gestern
- 1973 Tatort Frauenmord

- 1974: Unterm Röckchen stößt das Böckchen
- 1974: Ach jodel mir noch einen – Stosstrupp Venus bläst zum Angriff
- 1998: Black Flamingos – Sie lieben euch zu Tode
- 2012: O Josef

### Löwinger-Bühnenproduktionen
- 1971: Hugo in Ängsten
- 1971: Die Roßkur
- 1972: Emil, der Seitenspringer
- 1972: 's Nullerl
- 1972: Alles, nur nicht heiraten
- 1972: Liebe macht blind
- 1972: Wer war es?
- 1973: Die falsche Annonce
- 1973: Die drei Dorfheiligen
- 1973: Die falsche Katz
- 1974: Graf Schorschi
- 1974: Die Liab am Almsee
- 1975: Alles, nur keine Schwestern
- 1976: Die Zeitungsbraut
- 1976: Hochzeit ohne Braut
- 1977: Ein Kind muß her
- 1978: Das Manöverkind
- 1978: Liebe tiefgekühlt
- 1978: Spät, aber doch
- 1979: Liebe mal drei
- 1979: O Josef
- 1979: Doppelt hält schlechter
- 1979: Der unschuldige Sünder
- 1981: Die drei Dorfheiligen
- 1981: Der verlorene Bräutigam
- 1982: Alles in Ordnung
- 1982: Der verkaufte Großvater
- 1983: Die 3 Eisbären
- 1984: Der Hecht im Karpfenteich
- 1985: Der Witwer und die Witwe
- 1985: Der keusche Josef
- 1985: Der Hausfreund
- 1986: Liebe wie’s im Büchel steht